# سای³ دلو
سای³ دلو یک ستاره است که در صورت فلکی دلو قرار دارد.